# Alexander Ostrowski
Pour les articles homonymes, voir Ostrowski.
Ne doit pas être confondu avec Alexandre Ostrovski.
Alexander Markowich Ostrowski (ukrainien : Олександр Маркович Островський, 25 septembre 1893, Kiev, Ukraine - 20 novembre 1986, Montagnola, Lugano, Suisse), est un mathématicien spécialisé dans la théorie des nombres.

## Biographie
Fils de commerçants, Alexander Ostrowski fréquente l'école de commerce de Kiev et participe pendant trois ans au séminaire de mathématiques de Dimitri Grave à l'université de Kiev. Il fait paraître alors une première publication. Il ne peut cependant poursuivre ses études à l'université, n'ayant pas été tiré au sort — procédé qui permettait l'accès à un nombre d'étudiants juifs selon un quota. Grave écrit une lettre de recommandation aux professeurs Edmund Landau et Kurt Hensel, ce qui permet à Ostrowski de suivre les cours de Hensel à l'université de Marbourg en 1912.
À l’issue de la Première Guerre mondiale, Ostrowski déménage à Göttingen où, sous l'influence de Hilbert, Klein et Landau, il rédige sa thèse de doctorat.
Diplômé en 1920, Ostrowski obtient un poste d'assistant auprès de Hecke à Hambourg, et c'est à ce poste qu'il passe sa thèse d'habilitation en 1922.

## Œuvre
Ostrowski est l'auteur d'importantes contributions en mathématiques, particulièrement dans le domaine de l'analyse. En 1920 il démontra que les séries de Dirichlet dont les coefficients ne s'expriment pas sur une base finie ne sont solution d'aucune équation différentielle algébrique, résolvant par là-même l'un des problèmes de Hilbert (Hilbert n'avait, lui, traité que le cas particulier de la fonction zêta de Riemann).
On désigne souvent sous le nom de théorème d'Ostrowski les deux corollaires suivants de celui de ses théorèmes selon lequel les seules valeurs absolues non-ultramétriques sur un corps K sont (s'il en existe) les applications de la forme {\displaystyle x\mapsto |f(x)|^{c}}, où f est un plongement de K dans le corps des complexes, et {\displaystyle 0<c\leq 1} :
- toute valeur absolue non triviale sur le corps {\displaystyle \mathbb {Q} } des rationnels est topologiquement équivalente soit à la valeur absolue usuelle, soit à l'une des valeurs absolues p-adiques, définies chacune pour un nombre premier p ;
- tout corps complet pour une valeur absolue archimédienne est algébriquement et topologiquement isomorphe au corps {\displaystyle \mathbb {R} } des nombres réels ou au corps {\displaystyle \mathbb {C} } des nombres complexes. Autrement dit : il n'existe aucune extension de corps (stricte) des nombres complexes sur laquelle on peut prolonger la fonction « valeur absolue ». Le théorème de Gelfand-Mazur généralise cet énoncé aux algèbres de Banach complexes.

Ostrowski est aussi l'un des grands noms de l'analyse numérique, où il a apporté des résultats précis sur la convergence de différents algorithmes de résolution d'équations non linéaires, et d'analyse numérique matricielle. Il a en outre imaginé plusieurs schémas stables qui portent toujours son nom.
Theodore Motzkin fut l'un de ses étudiants.
Le prix Ostrowski récompense tous les deux ans une contribution exceptionnelle aux mathématiques.